# Belize (distrikt)
Belize er et distrikt i det mellemamerikanske land Belize. Distriktshovedstaden Belize City er landets hovedstad. I distriktet Belize ligger blandt andet også mayaruinerne Altun Ha og turistmålet Caye Caulker. I 2010 lå befolkningstallet på 89247.